# 미코 알보르노스
미코 마르틴 알보르노스 이놀라(스페인어: Miiko Martín Albornoz Inola mi(i)ko alβor'nos[*], 1990년 11월 30일, 스톡홀름 ~)는 스웨덴 출신의 칠레인 축구 선수로, 현재 덴마크 수페르리가의 바일레 BK 소속이다. 알보르노스는 2007년 브롬마포이카르나에서 프로 데뷔를 하여 2011년까지 그곳에서 활약하다가 말뫼로 이적하였다. 그는 다양한 연령대의 스웨덴 청소년 국가대표팀 일원으로 출전하였고, 그가 출전했던 가장 높은 연령대의 팀은 스웨덴 U-21 국가대표팀이었다. 그의 아버지는 칠레인이고 어머니는 핀란드인이다. 그는 스웨덴 보다는 칠레를 대표로 출전할 의사를 밝혔다. 호르헤 삼파올리는 스웨덴 국가대표 경기 차출을 거부한 알보르노스를 1월 22일에 열리는 코스타리카와의 친선전을 앞두고 차출하였다. 알보르노스는 칠레의 2014년 월드컵 명단에 이름을 올렸다.

## 클럽 경력

### 브롬마포이카르나
알보르노스는 4세가 되었을 때 브롬마포이카르나에서 축구를 시작하였고, 2007년 1군에 합류하기 전까지 다양한 연령대의 유소년팀을 거쳤다. 2008년, 그는 2부 스웨덴 리그인 수페레탄 첫 경기를 출전하였다. 그는 2009년에 알스벤스칸에 데뷔하였다.

### 말뫼
알보르노스는 2011년 8월 14일, 스웨덴 챔피언 말뫼와 4년 계약을 체결하였다. 말뫼에서, 그는 방금 이적시장에서 클럽을 떠난 기예르모 몰린스의 등번호인 14번을 받았다. 그는 밀란과의 친선경기를 앞두고 23,180명의 관중이 웅집한 스베드방크 스타디온에서 입단식을 치르었다. 알보르노스는 2011년 8월 20일, 2-1로 이긴 GAIS와의 알스벤스칸 경기에서 데뷔전을 치르었다. 말뫼에서의 첫 시즌에, 알보르노스는 6번의 리그 경기에 출전하였고, UEFA 유로파리그 2011-12의 조별 리그 경기에도 출전하였다.
2012 시즌에, 알보르노스는 왼발잡이이며 우측 포지션을 맡아본 적이 없었으나, 프리시즌 기간 동안 라이트 백으로 기용되었다. 4월 23일, 시리안스카와의 경기에서, 그는 라이트 백으로 풀타임을 소화하였다. 알보르노스는 이어지는 몇 경기동안 동일 포지션으로 활약하며, 2006년부터 붙박이 주전이었던 울리히 빈첸츠를 대체하였다. 알보르노스는 AIK와의 7월 2일 홈경기에서 맨 오브 더 매치로 선정되며 말뫼 이적 이후로는 최고의 경기를 치르었다. 8월 27일, 알보르노스는 GIF와의 홈경기에서 발리슛으로 말뫼 1호골을 꽂아넣었다. 2012년, 그는 말뫼 소속으로 27경기에 출전하여 3골을 집어넣었다.
알보르노스는 2013 시즌을 앞두고 등번호를 14번에서 3번으로 변경하였다. 2013년 4월 22일, 그는 외스테르스와의 홈경기에서 첫 출장 정지 징계를 받은 이후로는 첫 출전하였다. 그는 클럽의 잔여 리그 경기에 모두 출전하였고, 리그를 우승하는데 지대한 도움을 준 이 시즌에 그는 1골을 기록하였다. 알보르노스는 UEFA 유로파리그 2013-14 예선 경기에 모두 출전하기도 하였다. 그는 시즌 기간 동안의 성과에 힘입어 알스벤스칸 2013 올해의 수비수 후보로 이름을 올렸다.
2014 시즌, 알보르노스는 2014년 FIFA 월드컵과 하노버 96 이적을 앞두고 열린 총 12경기 중 9경기에 출전하였다. 그는 스벤스카 쿠펜 2013-14의 전 경기에 출전하였고, 팀은 준결승전까지 올라갔다.

### 하노버 96
2014년 6월 20일, 알보르노스의 독일 분데스리가 클럽 하노버 96으로의 이적이 공식 발표되었다. 이적은 독일 이적 시장이 개장된 2014년 7월 1일에 완료되었다. 알보르노스는 이적을 완료할 당시 2014년 FIFA 월드컵을 위해 브라질에서 칠레 국가대표팀 동료들과 머무르고 있었다.

## 국가대표팀 경력

### 스웨덴
2005년부터 2013년 사이, 알보르노스는 스웨덴 청소년 국가대표 주전이었다. 그는 U-17부터 U-21까지 모든 연령대의 청소년 국가대표팀을 거쳤으나, 성인 국가대표로 출전하지는 않았다.
2013년 12월, 에릭 함렌은 중동에서의 친선전을 앞두고 알보르노스를 성인 국가대표팀에 합류시키려 하였다. 알보르노스는 차출을 거부하였다.

### 칠레
2013년 12월, 알보르노스는 3월 5일, 독일과의 친선경기를 앞두고 칠레 언론에 자신이 칠레 국가대표로 활약 가능하다고 밝혔다. 그러나, 호르헤 삼파올리는 1월 22일에 코스타리카와의 친선경기를 앞두고 알보르노스를 차출하였다. 그는 2014년 FIFA 월드컵 출전 기회를 잡기 위해 스웨덴을 대신해 칠레를 선택하였다. 알보르노스는 1월 22일 코스타리카와의 경기에서 첫 국가대표팀 경기에 출전하였고, 4-0으로 이긴 이 경기에서 선제골을 득점하였다. 2014년 5월 13일, 알보르노스는 월드컵을 앞두고 30인 예비 엔트리에 포함되었다. 알보르노스는 이집트와의 경기에서 한번 더 출전하였고, 그 다음날, 그는 브라질에 가게 될 23인 엔트리에 들어갔다.

## 경력 통계

### 클럽
2014년 5월 12일 기준.
| 클럽             | 시즌      | 리그 | 리그 | 컵   | 컵 | 대륙 | 대륙 | 합계 | 합계 |
| 클럽             | 시즌      | 출장 | 골   | 출장 | 골 | 출장 | 골   | 출장 | 골   |
| ---------------- | --------- | ---- | ---- | ---- | -- | ---- | ---- | ---- | ---- |
| 브롬마포이카르나 | 2007      | 0    | 0    | —    | —  | —    | —    | 0    | 0    |
| 브롬마포이카르나 | 2008      | 16   | 6    | —    | —  | —    | —    | 16   | 6    |
| 브롬마포이카르나 | 2009      | 29   | 1    | —    | —  | —    | —    | 29   | 1    |
| 브롬마포이카르나 | 2010      | 18   | 0    | 0    | 0  | —    | —    | 18   | 0    |
| 브롬마포이카르나 | 2011      | 19   | 2    | 3    | 0  | —    | —    | 22   | 2    |
| 브롬마포이카르나 | 합계      | 82   | 9    | 3    | 0  | —    | —    | 85   | 9    |
| 말뫼             | 2011      | 6    | 0    | 0    | 0  | 2    | 0    | 8    | 0    |
| 말뫼             | 2012      | 27   | 3    | 1    | 0  | —    | —    | 28   | 3    |
| 말뫼             | 2013      | 26   | 1    | 0    | 0  | 6    | 1    | 32   | 2    |
| 말뫼             | 2014      | 9    | 0    | 5    | 0  | 0    | 0    | 14   | 0    |
| 말뫼             | 합계      | 68   | 4    | 6    | 0  | 8    | 1    | 82   | 5    |
| 하노버 96        | 2014–15   | 0    | 0    | 0    | 0  | —    | —    | 0    | 0    |
| 하노버 96        | 합계      | 0    | 0    | 0    | 0  | 0    | 0    | 0    | 0    |
| 경력 합계        | 경력 합계 | 150  | 13   | 9    | 0  | 8    | 1    | 167  | 14   |

### 국가대표팀
2014년 7월 22일 기준.
| 국가대표팀 | 연도 | 출장 | 골 |
| ---------- | ---- | ---- | -- |
| 칠레       | 2014 | 2    | 1  |
| 합계       | 합계 | 2    | 1  |

### 국가대표팀 득점 기록
| # | 날짜            | 경기장                                                       | 상대       | 점수 | 결과 | 대회     |
| - | --------------- | ------------------------------------------------------------ | ---------- | ---- | ---- | -------- |
| 1 | 2014년 1월 22일 | 에스타디오 무니시팔 프란시스코 산체스 루모로소, 코킴보, 칠레 | 코스타리카 | 1–0  | 4–0  | 친선경기 |

## 법적 문제
2013년 1월 8일, 알보르노스가 2012년 11월 8일 말뫼에서 14세 소녀를 상대로 의제 강간을 한 것으로 공식적으로 밝혀졌다. 알보르노스는 2012년 11월 17일, 범법 행위로 체포되어 구속되었다가 사흘만에 풀려났다. 알보르노스는 행위 당시 소녀의 연령을 의식하고 있었다고 인정하였다. 언론은 관계가 합의된 행위였으며, 폭력이나 강압적인 행위가 발생하지 않았다고 보도하였다. 같은 날, 말뫼는 알보르노스가 추후 발표에 따라 클럽과의 모든 활동이 중지될 수 있다는 소식을 보도하였다.
2013년 2월 12일 열린 법정에서 알보르노스의 유죄와 집행유예가 선고되었다. 재판 결과에 따라 말뫼 구단은 기자회견에서 2달간의 활동 중지를 발표하였으나, 알보르노스는 이 기간 동안 훈련 참가만은 허용되었다. 구단은 또한 징계 기간 끝에 선수의 상황에 따라 새 결정이 내려질 것임을 발표하였다. 2013년 4월 10일, 말뫼는 기자회견에서 알보르노스의 징계 기간이 만료되었으며, 2013년 4월 22일에 열릴 외스테르스와의 알스벤스칸 경기에 다시 출전 가능하다고 발표하였다. 알보르노스는 스벤스카 쿠펜 2012-13 경기에 출장할 수 없었는데, 이는 2013년 3월에 열렸고, 알스벤스칸 2013 시즌의 처음 4경기에도 출전하지 못하였다.

## 수상

### 클럽
말뫼
- 알스벤스칸: 2013
- 스벤스카 수페르쿠펜: 2013